# Coco (album)
Coco este primul album de studio al interpretei americane Colbie Caillat. Materialul a fost lansat în vara anului 2007, primind un dublu disc de platină în Statele Unite ale Americii.
Primul disc single al lui Caillat, „Bubbly”, a devenit un succes major în Statele Unite ale Americii, teritoriu unde s-a comercializat în peste 2,6 milioane de exemplare în format digital. Reacția pozitivă întâmpinată pe teritoriul american a determinat lansarea cântecului la nivel internațional, devenind un șlagăr în țări precum Australia, Norvegia sau Republica Cehă.
Următoarele discuri single — „Realize” și „The Little Things” — au crescut popularitatea materialului de proveniență, ajutându-l să rămână în clasamentele de specialitate pentru mai multe săptămâni consecutive.

## Ordinea pieselor pe disc
Ediția standard
1. „Oxygen” — 3:51
2. „The Little Things” — 3:45
3. „One Fine Wire” — 3:36
4. „Bubbly” — 3:16
5. „Feelings Show” — 3:09
6. „Midnight Bottle” — 3:40
7. „Realize” — 4:05
8. „Battle” — 4:04
9. „Tailor Made” — 4:29
10. „Magic” — 3:24
11. „Tied Down” — 3:06
12. „Capri” — 2:57